# Haustüren (Dienhausen)

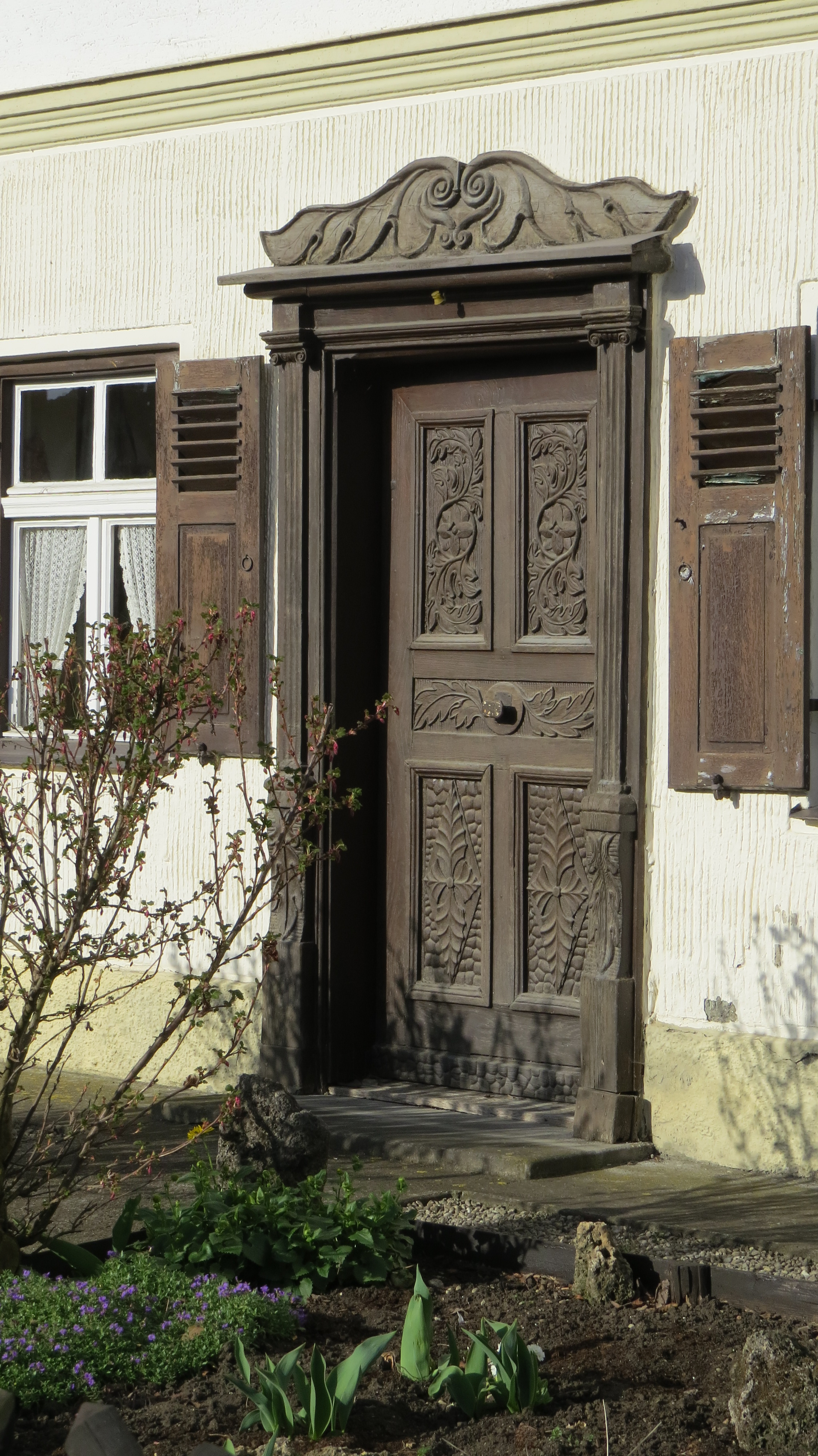
Haustür in Dienhausen (an der Giebelseite)

Die zwei Haustüren in Dienhausen, einem Gemeindeteil von Denklingen im oberbayerischen Landkreis Landsberg am Lech, wurden um 1860 geschaffen. Die Haustüren des Einfirsthofes, des sogenannten Simonsbauern, an der Weihertalstraße 20 sind ein geschütztes Baudenkmal.
Die reich geschnitzten hölzernen Türen sind sich sehr ähnlich. Die eine an der Giebelseite und die andere an der südlichen Traufseite werden dem Denklinger Schreiner Konrad Düllitz zugeschrieben.
Sie besitzen gleichartige Türrahmen aus schmalen, kannelierten Pilastern mit ionischen Kapitellen und geschweifter Portalbekrönung in Form von Blattwedeln. Die Türfüllungen sind variantenreich ausgeführt: Jeweils vier hochrechteckige Zierfelder, die von Pflanzen- und Blattornamentik überwuchert werden.